# گرگ‌های گرسنه (فیلم ۱۳۴۱)
گرگ‌های گرسنه فیلمی به کارگردانی محمدعلی فردین و نظام فاطمی، نویسندگی نظام فاطمی و تهیه‌کنندگی محمدعلی فردین محصول سال ۱۳۴۱ است.

## خلاصه داستان
بابک جوان معتادی است که به دست افراد گروه چنگیز کشته می‌شود. برادر او ساسان، که خبرنگار فعال یکی از روزنامه‌ها است و دوست عکاسش پس از شناسائی جسد درصدد برملا کردن راز قتل بابک برمی آیند. آن دو در خانهٔ بابک عکس اهدائی زهره را که آوازه‌خوان کاباره است می‌یابند و با همکاری زهره به سایر افراد گروه در آبادان و خرمشهر می‌رسند. با وارد شدن پلیس به ماجرا ساسان موفق می‌شود تبهکاران را در جنوب به دام بیندازد.